# Cerro Chaltén
De Monte Fitz Roy, ook Cerro Chaltén genaamd, is een 3.375 meter hoge berg gelegen in Patagonië in de buurt van het bergdorp El Chaltén, op de grens tussen Chili en Argentinië. De twee landen hebben in 1994 een overeenkomst bereikt dat de grens een bocht oostwaarts maakt over de top van de berg. Bijgevolg ligt de berg ook op de grens van twee nationale parken: Nationaal park Los Glaciares (Argentinië) en Nationaal park Bernardo O'Higgins (Chili). Over de exacte locatie van die grens in de omgeving van Fitzroy bestaat echter nog onduidelijkheid.
De naam Chaltén komt uit het Tehuelche en betekent "rokende berg": de wolken blijven meestal rond de top van de berg hangen. De Chaltén werd door de lokale stammen als heilig beschouwd. De Argentijnse ontdekkingsreiziger Francisco Moreno gaf de berg in 1877 de naam "Fitzroy" ter ere van de kapitein van de Beagle, Robert FitzRoy. Hoewel de berg verschillende namen heeft, werd in de cartografie van de 20e eeuw bijna uitsluitend de naam Fitzroy gebruikt.
Ondanks zijn bescheiden hoogte heeft de berg de naam extreem moeilijk te beklimmen te zijn: zijn haast verticale granieten flanken vereisen een zeer hoog technisch klimniveau. Ter vergelijking: terwijl op één dag wel honderd klimmers de top van de Mount Everest kunnen bereiken, is er maar een enkele expeditie per jaar die de top van Fitzroy haalt.

## Galerij

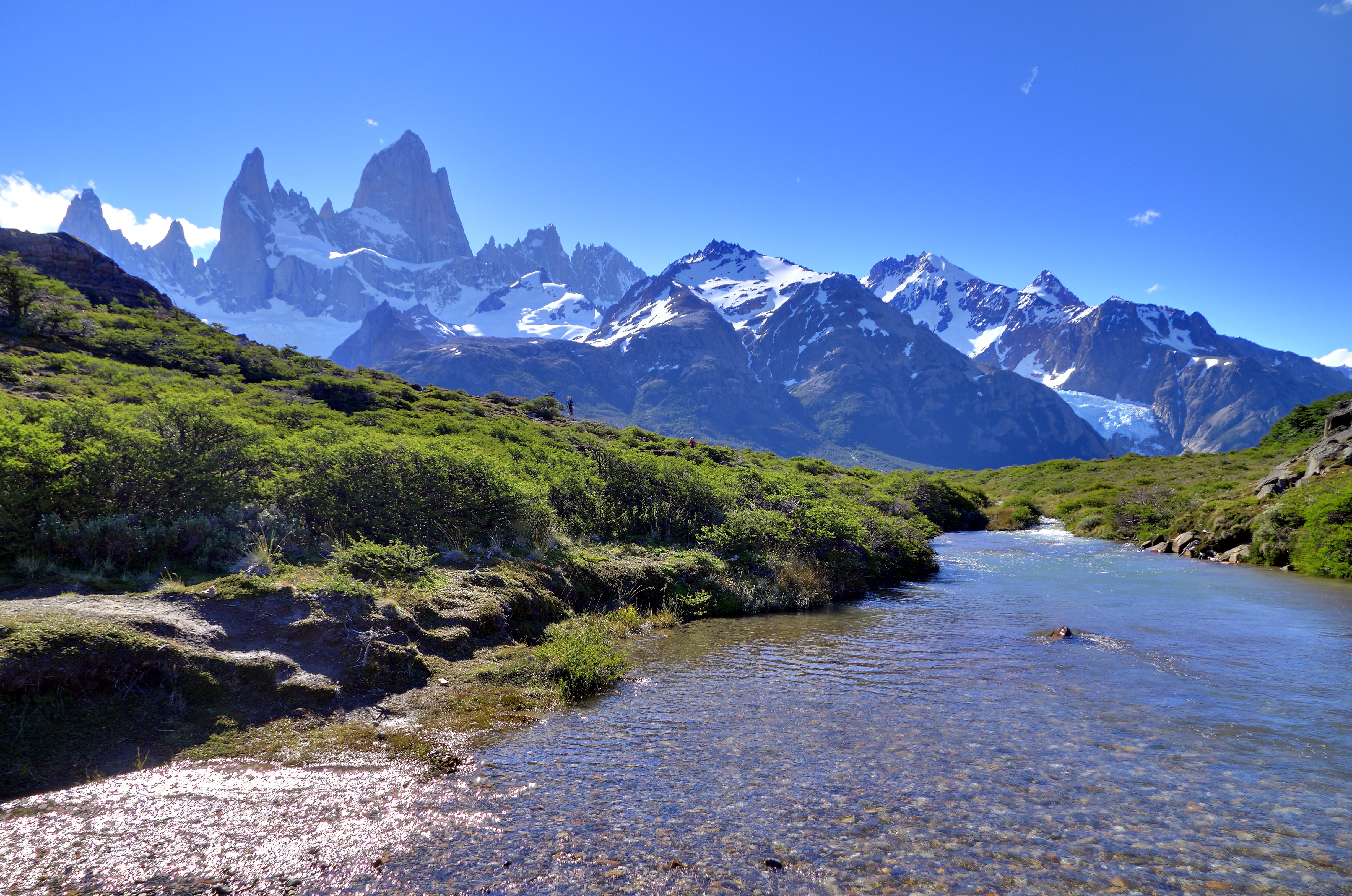
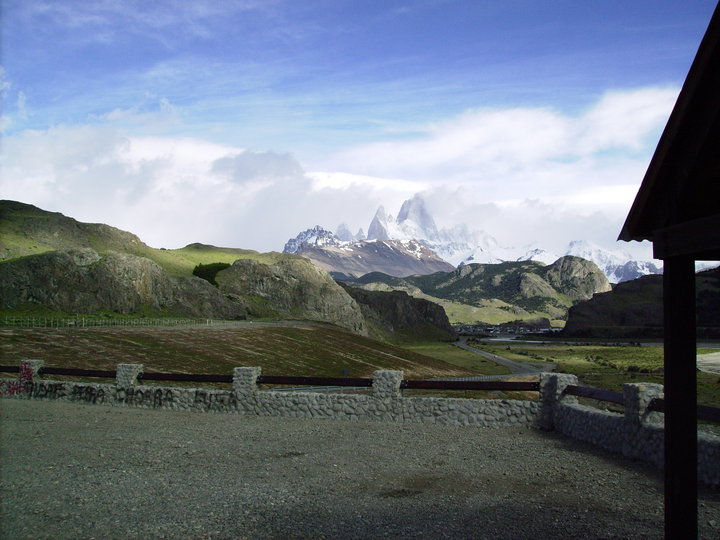
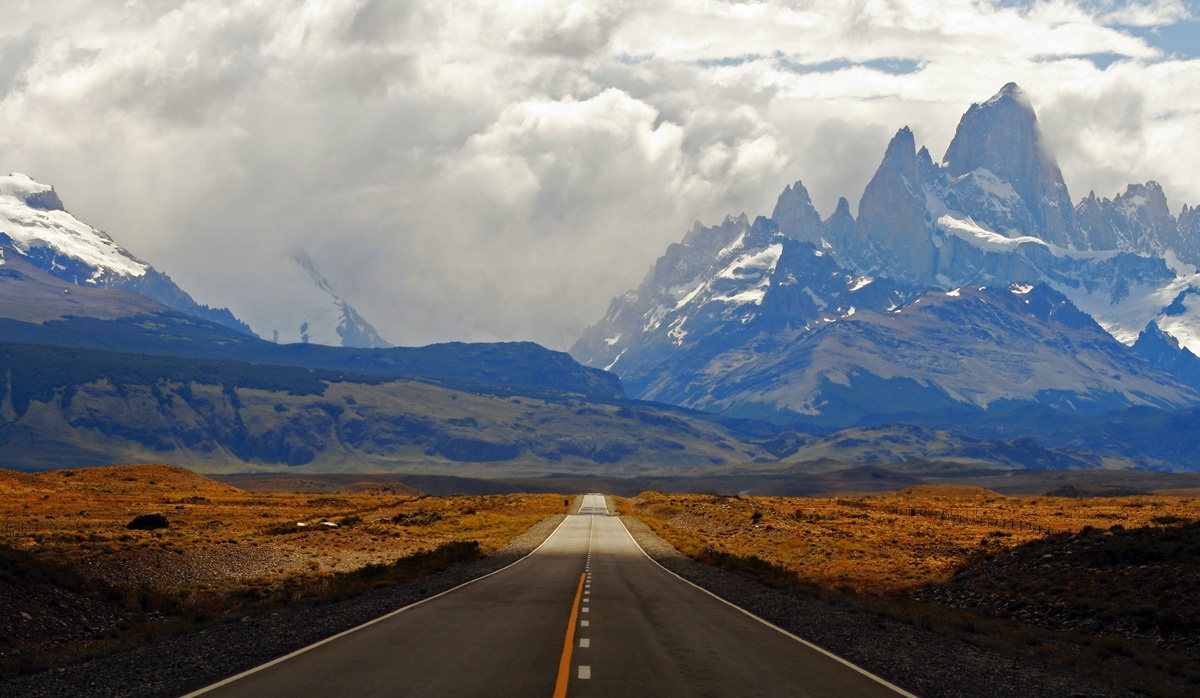
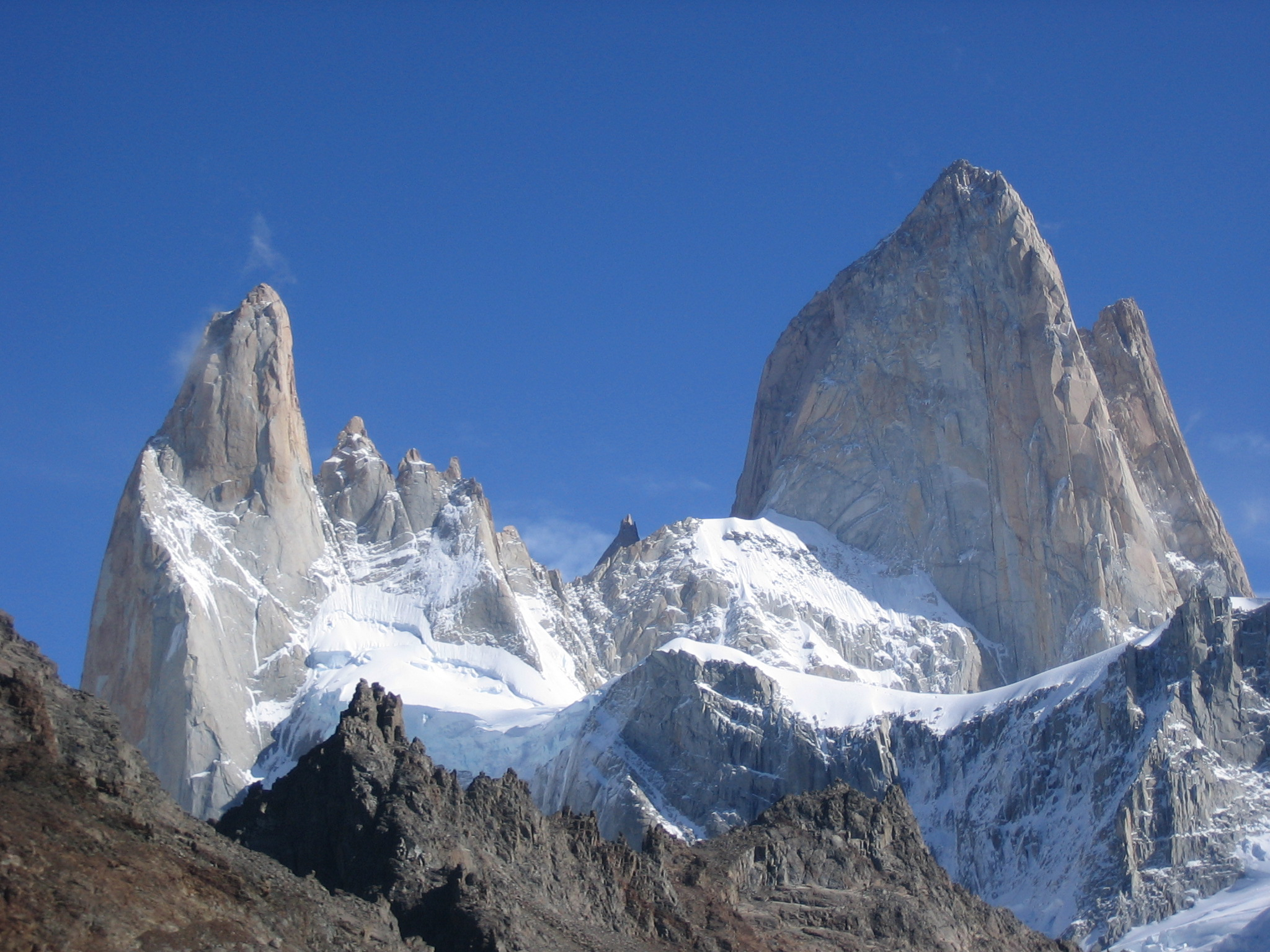